# Məmməd Həsən Hacınski
Məmməd Həsən Hacınski (ur. 3 marca 1875 w Baku, zm. 9 lutego 1931 w Tyflisie) – azerski polityk, dyplomata i architekt.
Był jednym z przywódców lewego skrzydła założonej w 1917 organizacji Musawat. W obliczu postępującej ofensywy Armii Czerwonej na Kaukazie (na przełomie 1919 i 1920) należał do polityków postulujących ustępliwość wobec bolszewików. Po dymisji gabinetu Nəsib bəy Yusifbəyli (1 kwietnia 1920) otrzymał misję stworzenia nowego rządu. Zakończyła się ona (22 kwietnia 1920) niepowodzeniem. 28 kwietnia 1920 Demokratyczna Republika Azerbejdżanu została okupowana przez Armię Czerwoną.
Od 1923 był wiceprzewodniczącym Gospłanu (Państwowej Komisji Planowania) Zakaukaskiej Federacyjnej SRR. W grudniu 1930 aresztowany przez OGPU na polecenie Ławrientija Berii, zmarł w więzieniu w Tbilisi.

## Bibliografia

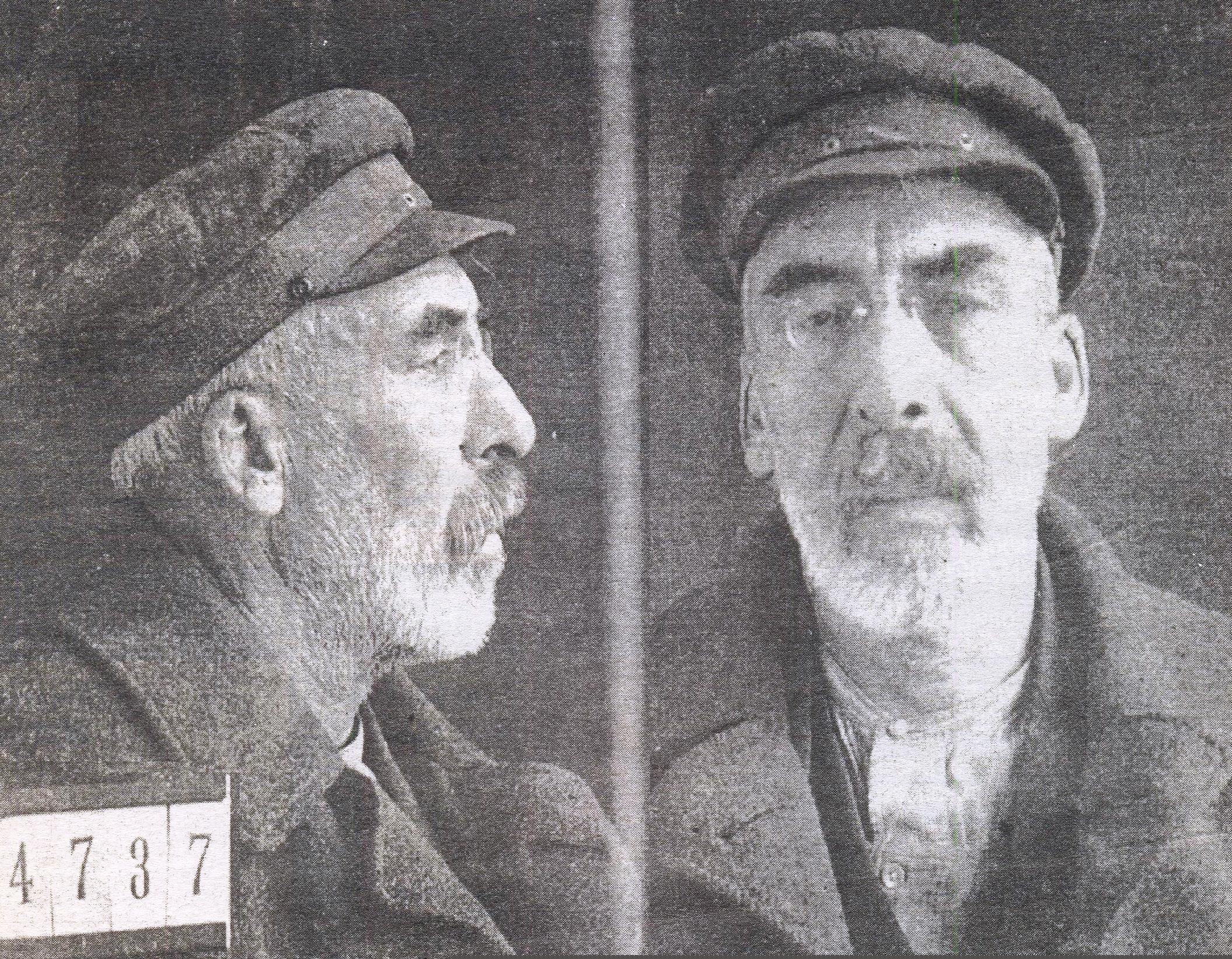
Məmməd Həsən Hacınski po aresztowaniu przez OGPU 1931